# عبد الحميد شومان
عبد الحميد شومان (1888-1974) وُلد في بلدة بيت حنينا القريبة من القدس عام 1888م، هاجر إلى الولايات المتحدة عام 1911، وعمل كبائع متجول، ثم عاد إلى فلسطين عام 1929. ثم أسس البنك العربي في القدس عام 1930.

## نشأته ودراسته
عمل في تجارة حجارة البناء، وعاد إلى بلدته وأقام مدرسة وكلية جامعية متوسطة عرفت باسم مدرسة التطبيقات المسلكية تمهيداً لتطوريها إلى جامعة بيت حنينا. وقد سار نجله الراحل عبد المجيد على نهجه وأسس نواة جامعة القدس على أراضي الجمعية الخيرية التي ترأسها لفترة طويلة. وحالياً فإن عبد الحميد شومان (الحفيد) نجل الراحل عبد المجيد هو رئيس الجمعية ولا يزال يتابع تطوير أملاك الجمعية.
انتُخِبَ عدة مرات لرئاسة مجلس إدارة البنك العربي، خلال فترة امتدت لأكثر من 30 عاماً شغل فيها عدداً من المواقع والوظائف في البنك، حيث استهل حياته العملية بالتدريب البنكي المكثف في بنكي (بالإنجليزية: Midland Bank)‏ و(بالإنجليزية: Morgan Guaranty)‏، وذلك بعد حصوله على درجة البكالوريوس في إدارة الأعمال من الجامعة الأمريكية في بيروت عام 1970. وشارك في عضوية «اللجنة المركزية لإعانة المنكوبين في فلسطين»، التي أعلن المجلس الإسلامي الأعلى رسمياً عن تشكيلها في 5 أيلول/ سبتمبر 1929 عقب «ثورة البراق»، واختير أميناً للصندوق فيها. وكان عبد الحميد صديقاً حميماً لمعظم أعضاء حزب الاستقلال قبل إنشائه في سنة 1932، ويكاد أن يكون من أركانه لولا أنه أراد أن يبتعد عن النشاط الحزبي المباشر كي يتفرغ لإدارة البنك الذي أنشأه. كما وشارك، إلى جانب عوني عبد الهادي ومحمد عزة دروزة وعجاج نويهض، في نشر بيان باسم رجالات القدس، في 22 نيسان/ أبريل 1936، يدعو إلى تأييد دعوة الاستمرار في الإضراب العام، ضد السياسة البريطانية.

## نضاله
كان عبد الحميد شومان من ضمن المندوبين الخمسة الذين مثلوا اللجنة القومية بالقدس في «مؤتمر اللجان القومية» الذي عُقد في مدينة القدس في 7 أيار/ مايو 1936، وقرر الإعلان عن عدم دفع الضرائب إلى أن تغيّر الحكومة البريطانية سياستها المحابية للصهيونية. وانتخب عضواً في «لجنة التموين والمقاطعة» التي تشكّلت لمساعدة المتضررين من الإضراب العام.
اعتقلته السلطات البريطانية في تموز/ يوليو 1936، مع من اعتُقل من الوطنيين الفلسطينيين ومنهم أكرم زعيتر ورفعت النمر، في معتقل صرفند قرب الرملة لبضعة أشهر، ثم عادت واعتقلته سنة 1938 في معتقل المزرعة قرب عكَا.
تمكن شومان في عام النكبة 1948، وسط الانهيار العام، ليس فقط من الحفاظ على ودائع الآلاف من المواطنين في بنكه، بل نجح أيضاً في إنشاء فروع له في عدّة أقطار عربية وأجنبية بحيث غدا اليوم المؤسسة المالية الفلسطينية الأهم على نطاق عالمي.
وأوصى بإنشاء مؤسًسة، بعد وفاته، تعنى بالشأن الثقافي وتسهم في تمويل الأبحاث والدراسات العلمية والفكرية والطبية والتكنولوجية لإفادة الأقطار العربيًة كافة. وقد أنشئت «مؤسسة عبد الحميد شومان» بالفعل سنة 1978 في عمّان بمبادرة من ابنه عبد المجيد، ومن أهم دوائرها: منتدى عبد الحميد شومان الثقافي؛ المكتبة العامة ونظام المعلومات؛ مكتبة الأطفال؛ دارة الفنون.
كان عبد الحميد شومان، الذي ربطته علاقات وثيقة مع عدد كبير من الزعماء ورجال السياسة العرب، عنوان العصامية ورمزها، صلباً في وطنيته، وحدوياً، واستقلالياً، وقومياً، وسمح اليد. قاد عبد الحميد شومان النشاط المصرفي الفلسطيني، مع قريبه (حموه) أحمد حلمي عبد الباقي، وإليه يعود الفضل في إنقاذ البنك العربي من عواقب النكبة الكارثية.

## وفاته
توفى في الثاني عشر من أيلول عام 1974 في مدينة كارلوفي فاري التشيكية، ونقل جثمانه إلى القدس حيث دفن بجوار المسجد الاقصى.